# Berk-Yaruq

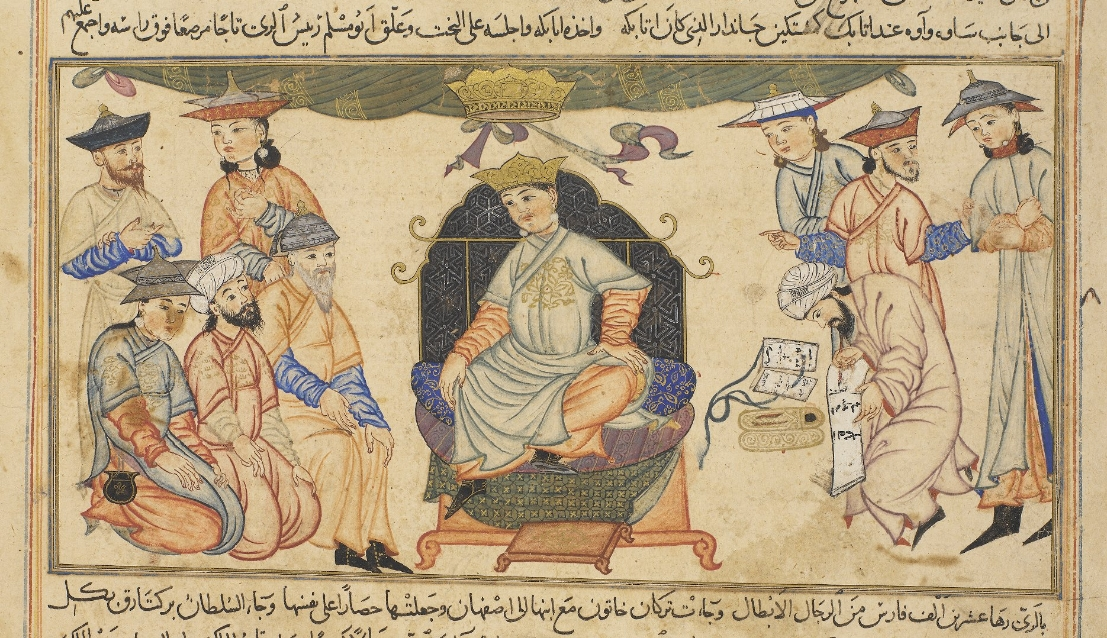
Darstellung Sultan Berk-Yaruqs in einer viel späteren Miniaturmalerei

Rukn ad-Dunya wa-d-Din Abu l-Muzaffar Berk-Yaruq (DMG Rukn ad-Dunyā wa-’d-Dīn Abū ’l-Muẓaffar Berk-Yaruq; * 1081 in Isfahan; gestorben 22. Dezember 1104 in Borudscherd) herrschte ab 1094 als Sultan der Großseldschuken. Seine Regierung war von unablässigen Machtkämpfen mit rivalisierenden Seldschuken geprägt.
Berk-Yaruq (türkisch für „kräftiger Glanz“, „starke Helligkeit“; arabische Schreibweise: بركيارق, Barkiyāruq) war der älteste Sohn Sultan Malik-Schahs I. mit Zubaida-Chatun (bint Yaquti ibn Tschaghri Beg) und als solcher bestimmt, seinem Vater auf den Thron zu folgen. Dagegen lehnten sich jedoch nacheinander einige seiner Brüder und Onkel auf, die das Sultanat für sich beanspruchten.
So war Berk-Yaruq gleich zu Beginn mit Terken-Chatun, der mächtigen Hauptgemahlin Malik-Schahs, konfrontiert, die ihren eigenen vier- oder fünfjährigen Sohn Mahmud auf den Thron setzte. Sie verheimlichte den Tod Malik-Schahs (in Bagdad, Mitte November 1092), ließ Berk-Yaruq in Isfahan ins Gefängnis werfen und machte sich auf den Weg dorthin. Aber die Nizamiyya, d. h. die Anhänger des ermordeten Wesirs Nizam al-Mulk, setzten ihn wieder frei, sobald der Tod des Sultans öffentlich bekannt wurde.
Berk-Yaruq wurde zum Sultan ausgerufen, zur Flucht aus Isfahan nach Rayy gezwungen und durch den Verrat von Terken-Chatuns Armee erst einmal gerettet. Im Januar 1093 schlug er Terken-Chatuns Truppen bei Borudscherd und belagerte Isfahan, sodass die Königin einem Frieden zustimmen musste, bei dem Mahmud nur Isfahan und die Provinz Fars behielt. Berk-Yaruq stand dann aber 1093/4 der Rebellion zweier Onkel, Ismail ibn Yaquti (Onkel mütterlicherseits, in Aserbaidschan) und Tutusch ibn Alp-Arslan (in Syrien) gegenüber und wurde von letzterem aus sämtlichen Gebieten westlich von Hamadan verdrängt, sodass Tutusch nun in Bagdad als Sultan anerkannt wurde. 
Nach Terken-Chatuns Tod im September/Oktober 1094 versuchte sich Berk-Yaruq in Isfahan Mahmuds zu bemächtigen. Beide hielten Einzug in der Stadt, aber Berk-Yaruq hatte zu der Zeit nur noch tausend Reiter um sich und konnte von Mahmuds Ministern gefangengesetzt werden. Er wurde nur durch den Tod seines Bruders im November 1094 (an den Pocken) vor einer Blendung bewahrt und bestieg den Thron. Wieder handlungsfähig, konnte er sich im Februar 1095 bei Rayy Tutusch entgegenstellen, dessen zahlenmäßig überlegene Truppen wegen der Grausamkeit und Rücksichtslosigkeit Tutuschs überliefen.
Die Revolte eines dritten Onkels, des Statthalters Arslan-Arghun von Chorasan, wurde im Dezember 1096 durch dessen Ermordung beendet. Berk-Yaruq belehnte danach seinen jüngsten Halbbruder Ahmad Sandschar mit der Provinz. 
Mit seinem letzten Halbbruder Muhammad I. Tapar lag Berk-Yaruq zwischen 1098 und 1104 in einem wechselhaften und kräftezehrenden Krieg. Er begann mit Muhammads Vorstoß von Aserbaidschan auf Rey, dem Verrat von Berk-Yaruqs Truppen und der Hinrichtung seiner Mutter Zubaida-Chatun durch Muhammads Wesir. Er endete schließlich etwa ein Jahr vor Berk-Yaruqs Tod in einem Vergleich: Berk-Yaruq blieb zwar Sultan, aber Muhammad wurden die westlichen Provinzen (Aserbaidschan, der obere Irak, Mosul, Syrien, Diyarbakir) zugesprochen und die Erwähnung in der Chutba an zweiter Stelle. Zudem bekam Muhammad die Oberhoheit über seinen jüngeren Bruder Sandschar, der ihn im Bruderkrieg unterstützt hatte.
Berk-Yaruqs minderjähriger Sohn und Erbe Malik-Schah II. vermochte sich nicht als Sultan zu behaupten; er unterlag noch 1105 Muhammad Tapar.